# Thomas D’Oyly Snow

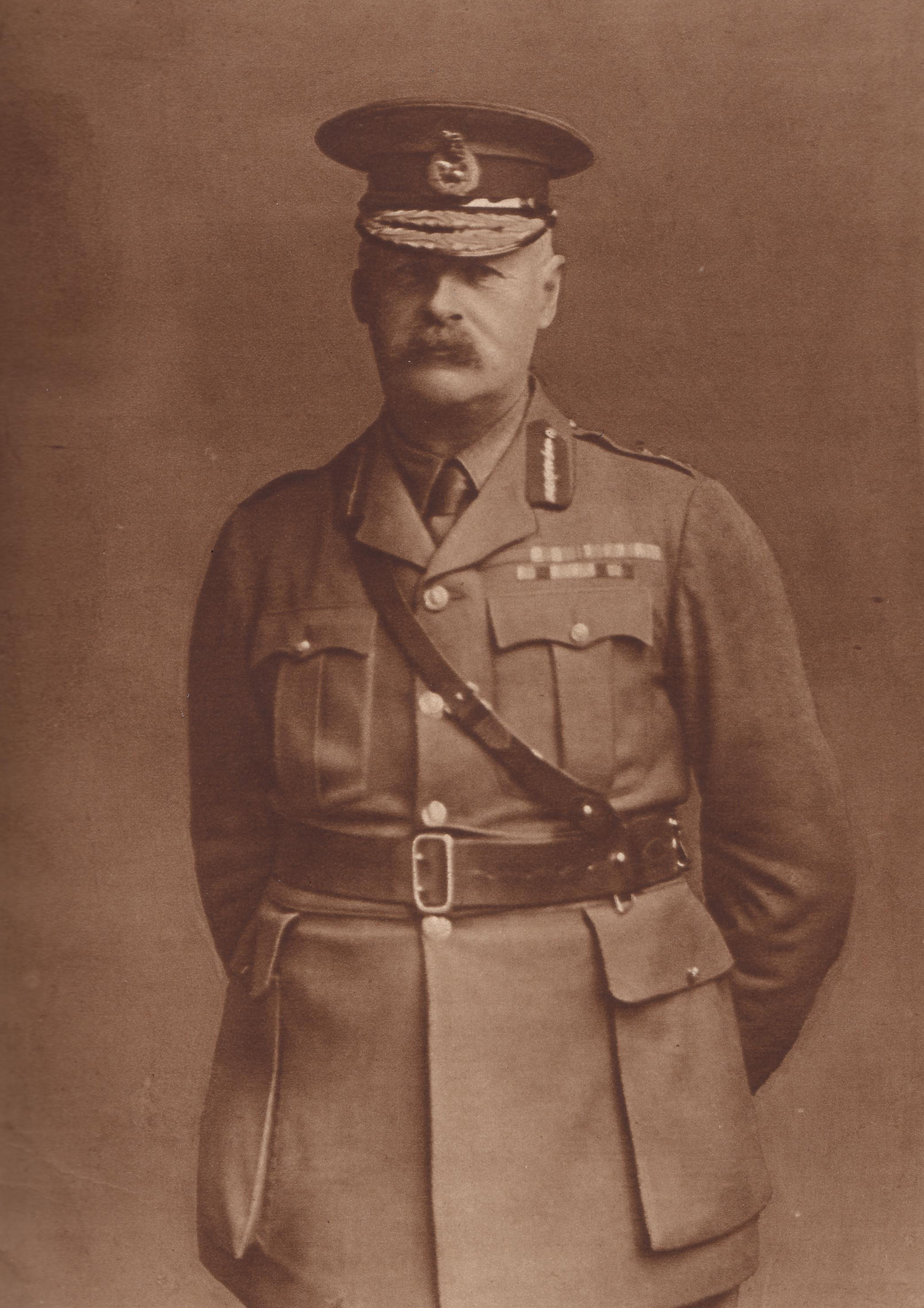
Thomas D'Oyly Snow

Sir Thomas D’Oyly Snow, KCB, KCMG (* 5. Mai 1858 in Newton Valence, Hampshire; † 30. August 1940 in London) war ein Generalleutnant der Britischen Armee im Ersten Weltkrieg.

## Leben

### Herkunft und Familie
Snow war der älteste Sohn des Reverend von Langton Lodge, George D'Oyly Snow (Exeter College, Oxford, 1836) und der Maria Jane [geb. 5. Mai 1858], Tochter von Robert Barlow.
Snow besuchte von 1871 bis 1874 das Eton College und trat am 7. Februar 1878 in das St. John’s College in Cambridge ein. Er heiratete am 12. Januar 1897 in der St. Georges Cathedral in Aldershot Miss Charlotte Geraldine, eine Tochter des Generalmajor John Talbot Coke von Trusley. Dieser Ehe entstammen zwei Söhne und zwei Töchter. Einer seiner Söhne war der spätere Schulmeister George D'Oyly Snow, der Großvater des Historikers und TV-Moderators Dan Snow. Eine seiner Töchter war Diana Maria Snow (gestorben 1965), diese trat 1925 der Gemeinschaft der Diakonissen von St. Andrew bei und unterrichtete als Mutter Clare Theologie.

### Frühe Militärkarriere
Thomas Snow erhielt nach seinem Heereseintritt 1879 des Zulukrieges in Südafrika 1879 als Secondeleutnant ein Patent im 13. Regiment zu Fuß (später Somerset Light Infantry). 1884/1885 diente er am unteren Nil in einem ein berittenen Infanterie-Regiment (sogenanntes Camel Corps) und kämpfte damit während des Mahdi-Aufstandes in der Schlacht von Abu Klea (17. Januar 1885) und bei El Gubat (Abu Kru), wo er schwer verwundet wurde. 1887 wurde er zum Hauptmann befördert und studierte von 1892 bis 1893 am Staff College in Camberley. Snow wurde 1895 in der Garnison von Aldershot zum Major befördert und trat im Mai 1897 den Royal Fusiliers bei. Im Januar 1898 wurde er Lord Kitcheners Mitarbeiter während des Feldzuges im Sudan. Als Major diente er unter Generalmajor Gatacre in der Nil-Kampagne von 1898 und nahm an der Schlacht am Atbara und der Belagerung von Khartum teil.
1899 wurde Snow, derweil zum Oberstleutnant befördert, zum 2./Northampton Regiment nach Indien abkommandiert und konnte daher nicht am Burenkrieg teilnehmen. Im März 1903 wurde er zum Oberst befördert und im Juni zum Adjutanten des Generalquartiermeister des IV. Corps (später Generalkommando des Eastern Command) bestellt. Er blieb dort bis 1905, trat 1906 kurzfristig als Generalstabsoffizier dem Generalstab bei und wurde im Oktober 1909 als Brigadegeneral zum Kommandanten der 11. Infanterie-Brigade berufen. Im März 1910 wurde er zum Generalmajor befördert und übernahm im Mai 1911 die Führung der 4. Division des Eastern Command in Suffolk. Beim Armeemanöver von 1912 führte er seine Division als Teil der „Blue Force“ unter Sir James Grierson und erreichte einen klaren Sieg über die gegnerische „Red Force“ unter Führung von General Douglas Haig.

### Im Ersten Weltkrieg
Zu Beginn des Ersten Weltkrieges führte er im August 1914 im Rahmen der British Expeditionary Force unter General French die 4. Division. Er bekam von den Soldaten wegen seiner Größe und Körperfülle mehrere Spitznamen, darunter „Slush“ und „Polar Bear“ (Schneebär). Nach der Schlacht bei Mons deckte er den britischen Rückzug und seine Division kämpfte am 26. August in der Schlacht von Le Cateau und an der Marne. Während der Schlacht an der Aisne hatte er einen schweren Reitunfall, der einen Heimaturlaub erforderte. Obwohl gesundheitlich nicht vollständig kuriert, bewog ihn Lord Kitchener, an die Westfront zurückzukehren, er übernahm im November 1914 das Kommando über die 27. Division im Raum St. Eloi an der Front in Flandern. Am 22. April 1915, dem Tag, als die Deutschen in der Zweiten Flandernschlacht erstmals Giftgas einsetzten, war auch seine Division betroffen und unterstützte die im Raum Ypern anschließenden französischen Linien gegen den vollständigen Zusammenbruch. Im Juni stand er als Kommandeur des Canadian Corps zur Auswahl, allerdings setzte der Kommandeur der 1. Kanadischen Division, General Alderson, die Ernennung von General Julian Byng durch. In Anerkennung seiner Leistungen erhielt er den Bath-Orden und übernahm am 15. Juli 1915 das Kommando des neu aktivierten VII. Corps. Dazwischen erforderten starke Rücken- und Beinschmerzen regelmäßige Heimaturlaube.
Eine zehntägige Abwesenheit genehmigte er sich auch kurz nach der Eröffnung der Schlacht an der Somme, als seine Truppen (46. und 56. Division) im Rahmen der 3. Armee Anfang Juli 1916 bei Gommecourt den Angriff führten. Snows Schwager, General Edward Sacheverell D'Ewes Coke, Kommandeur der 169. Infanterie-Brigade, war seinem Korps im Verband der 56. Division bei Gommecourt unterstellt. Snows Position begann wegen der Erfolglosigkeit seiner Attacken zu wanken, zudem versuchte Generalmajor S. E. Hollond, der Generalstabschef der 3. Armee, seinen Vorgesetzten General Allenby davon zu überzeugen suchte, ihn zu entlassen, weil seine Angriffsplanung mehr als dilettantisch erschien. General Snow konnte aber auch weiterhin sein Korps im Kriegsjahr 1917 in den Schlachten von Arras und Cambrai führen. Er wurde zum Generalleutnant befördert und erhielt den KCMG in Anerkennung seiner Verdienste an der Westfront.
Nach der deutschen Gegenoffensive bei Cambrai gerieten Snows Verbände ab 30. November 1917 im Bourlon-Wald in schwere Bedrängnis. Snow wurde darauf am 2. Januar 1918 entsetzt und offiziell aus Gründen des Alters ersetzt und kehrte nach England zurück.

### Nachkriegszeit
Zwischen August 1918 und September 1919 hatte er das Kommando des Western Command inne und trat danach in den Ruhestand. Er war auch Oberst des Regiments Suffolk ab Juli 1919 bis 1929 war er Oberst der Somerset Light Infantry.
Er übersiedelte nach seiner Verabschiedung von Blandford nach London und widmete sich einen großen Teil seiner restlichen Lebenszeit für gemeinnützige Arbeiten. Er starb am 30. August 1940 in seinem Haus in Kensington, London im Alter von 82 Jahren.